# Ariosoma nigrimanum
Ariosoma nigrimanum és una espècie de peix pertanyent a la família dels còngrids.

## Descripció
- Pot arribar a fer 33,5 cm de llargària màxima.[5][6]

## Hàbitat
És un peix marí, demersal i de clima tropical que viu fins als 220 m de fondària.

## Distribució geogràfica
Es troba a l'Índic occidental: el golf d'Aden.

## Observacions
És inofensiu per als humans.